# Аристовцы
А́ристовцы (Аристово согласие) — течение старообрядчества, основанное санкт-петербургским купцом Василием Кузьминым Аристовым в начале XIX века. Считаются выходцами из федосеевцев, однако расходились с ними во взглядах на брак и отношении к власти.

## История
Аристовский толк возник в начале XIX столетия. Основателем её был санкт-петербургский купец Василий Кузьмин Аристов. Будучи фанатичным последователем федосеевцев, он в 1800 году подверг самому строгому обсуждению два вопроса этого толка: первый вопрос о браке, второй — об отношении федосеевцев к властям. Аристов решил эти вопросы несогласно с учением федосеевцев. В 1810 году Аристов и его приверженцы разорвали всякое общение с федосеевцами и основали свою общину.
В XIX веке аристово согласие распространилось в Архангельской и Олонецкой губерниях. Видные деятели движения (В. К. Аристов и А. О. Бумажников) были известны среди старообрядцев как ревностные хранители веры, собиратели древностей, знатоки истории старообрядчества.
Аристово согласие исчезло в конце XX века, и сейчас общины аристовцев неизвестны.

## Учение
У федосеевцев брачная жизнь была терпима в их обществе; они не воспрещают быть в брачном сожитии даже и тем, которые до вступления в их общество были обвенчаны в Новообрядной Церкви. Аристов, восстав против этого федосеевского пункта учения, признал заключение браков совершенно ненужным и предоставив отношение мужчины к женщине на произвол каждого. Коснувшись второго вопроса об отношении федосеевцев к властям, Аристов решил его в том смысле, что всякое отношение к светской власти, как, по его мнению, еретичествующей и служащей антихристу, — незаконно. Вследствие этого истинный христианин, по мнению Аристова, должен избегать распоряжений власти и не относиться к ней ни в каком случае.
Об образе жизни и обрядности аристовцев нужно заметить, что, несмотря на свободные отношения полов вследствие уничтожения брака, мужчины и женщины у них держатся друг от друга далеко: они не едят и не пьют вместе. Каждый из аристовцев имел при себе створчатый медный образок, пред которым молился. Других икон аристовцы не принимали. Молились они порознь и только изредка собирались для общественных молитвословий. Клятв они не употребляли. Воинская служба, как несвойственная христианину, которому заповедана любовь ко врагам, — у них считалась смертным грехом.
Аристовцы одни-единственные предстанут пред страшным Судиёю, без суда и расспроса пойдут в вечные блаженные обители, следовательно, плакать в их секте об умерших — значит то же, что не желать ближнему добра; а потому никаких молений об умершем у аристовцев не существует.